# Donkey
Donkey – drugi album brazylijskiej alternatywnej grupy Cansei de Ser Sexy wydany w 2008 r.

## Spis utworów
1. Jager Yoga
2. Rat Is Dead (Rage)
3. Let's Reggae All Night
4. Give up
5. Left Behind
6. Beautiful Song
7. How I Became Paranoid
8. Move
9. I Fly
10. Believe Achieve
11. Air Panter

## Single
1. Rat Is Dead (Rage)
2. Left Behind
3. Move